# 鄂豫军区
鄂豫区党委、鄂豫区行署、鄂豫军区是1947年11月晋冀鲁豫野战军南下大别山区后开辟的新解放区。

## 历史
1947年11月5日，在麻城县福田河双庙关南冲垸一郭姓大户私宅成立鄂豫区党委、鄂豫区行署、鄂豫军区。从晋冀鲁豫野战军1纵19旅、2纵5旅和6纵18旅各抽一个团。后发展为下辖5个军分区。
1948年2月下旬，刘邓大军主力部队由大别山地区向淮北地区转移。留下坚持斗争的鄂豫军区的任务是：以独立自主的游击战争坚持大别山，进行反“扫荡”、反“清剿”斗争。
1949年5月并入湖北军区。

## 组织架构
- 司令员王树声
- 区党委书记兼军区政委段君毅
- 副司令员郭天民(原野战军副参谋长)、昌炳桂(一纵十九旅旅长)
- 区党委副书记兼行署主任刘子厚
- 司令部 参谋长昌炳桂兼
  - 参谋处长徐杰
  - 情报处长沈少星(原野战军司令部情报处谍报科长)
    - 部队侦察科
    - 技术侦察科

  - 军政处长徐恩德
- 政治部：初期未成立。
- 后勤部：初期未成立。
- 一分区：辖固始、商城、霍（邱）固（始）、霍邱、金寨、金（寨）东县和金（寨）北、金霍固工委。1947年10月中旬成立。1948年11月，一地委机关迁入固始县城。1949年5月鄂豫一、二地委、专署、军分区合并为潢川地委、潢川专署、潢川军分区。
  - 司令员雷绍康(原第二纵队五旅旅长)兼/陈中民(原二纵五旅参谋长)
  - 地委书记兼政治委员刘毅(河北无极人，曾任太行一地委社会部长、民运部长，后任地质部办公厅主任)
  - 地委副书记寇庆延兼军分区第二政委(原二纵五旅政委)
  - 副司令员兼参谋长陈中民
- 二分区：辖光山、光（山）商（城）（后更名为白雀）、潢川、潢（川）固（始）、经扶（新县）、新（县）东、新（县）西、和信（阳）罗（山）县。1947年10月中旬在经扶县成立。1949年2月，二地委机关迁入潢川县城。1949年5月鄂豫一、二地委、专署、军分区合并为潢川地委、潢川专署、潢川军分区。
  - 司令员熊作芳(原鄂东独二旅副政委)
  - 政治委员郝中士(原湖西地委书记兼湖西军分区政委，后调任鄂豫区党委民运部长、宣传部长)/穰明德(原野战军政治部民运部部长、野战军直属队政委)
  - 地委副书记马一鸣(原水东地委组织部长、晋冀鲁豫中央局组织部任组织委员，分管档案工作)
  - 专员徐觉非（新四军第五师团长，抗大十分校副校长、专员）
- 三分区：辖。以晋冀鲁豫野战军第一纵队第十九旅为基础，组建第三军分区。1948年春三地委和三军分区决定成立城市工作部，由原黄陂县委副书记任士舜主持工作。1948年9月任士舜调任第三专署专员后，由第十九旅政治部联络科长郭海主持城市工作部的工作。1948年秋季在武汉市区建立外围组织“武汉人民解放先锋队”，设立总队委员会（简称“民先队”），刘超群任书记，徐中玉、刘怡水、郭志达、丁亚航（化名关仲）等任队委，下设区队、支队（分队）及若干独立小组。1949年夏改编为孝感地委和孝感军分区。
  - 司令员罗厚福(原中原独立旅副旅长)
  - 地委书记兼政委谭善和
  - 副司令员傅春早(原一纵十九旅副旅长)
- 四分区：辖。1949年第四、第五地委、专署及军分区合并组成黄冈地委、黄冈专员公署和黄冈军分区。
  - 司令员张体学
  - 政治委员李友九
  - 副司令员赵鹤亭(原第二纵队五旅副旅长)
  - 副政委陈孝(原第六纵队16旅副政委)。
- 五分区：辖英山、蕲春、广济、黄梅4县。1948年11月下旬正式成立。六纵十八旅五十三团划转军分区为主力团。1949年第四、第五地委、专署及军分区合并组成黄冈地委、黄冈专员公署和黄冈军分区。
  - 司令员张国传(第6纵队16旅政治委员)
  - 地委书记兼政治委员刘仰峤
  - 副司令员蔡启荣(原六纵十八旅五十三团团长，1951年抗美援朝作战牺牲)
  - 专员赵辛初(原鄂东区党委组织部副部长、新四军第五师鄂皖边指挥部政委)
  - 副专员胡广恩(晋冀鲁豫边区县长、边区政府建设厅秘书长)
- 教导第1旅：旅长昌炳桂，政治委员李士才(一纵十九旅政委)。1948年8月组建。1949年1月改为鄂豫军区独立第一旅旅长。
- 教导第3旅：旅长雷绍康(原二纵五旅旅长)、政委寇庆延(原二纵五旅政委)。